# Gilberto Martínez Vidal
Gilberto Martínez Vidal (Golfito, 1 de outubro de 1979) é um ex-futebolista e treinador de futebol costarriquenho que jogava como zagueiro ou lateral-direito.
Fez quase toda sua carreira no futebol da Itália, principalmente no Brescia, além de ter jogado por uma década na Seleção Costarriquenha.

## Carreira em clubes
Revelado pelo Saprissa, chegou à Itália no verão de 2002, depois de ter disputado um ótimo Mundial com a seleção de seu país, e se tornou um jogador fundamental na defesa do Brescia, onde chegou a receber uma proposta do Real Madrid, mas o time espanhol desistiu do negócio. Até 2012, quando deixou as Andorinhas, Martínez disputou 228 jogos oficiais e marcou apenas um gol em toda a carreira profissional, na vitória por 3 a 1 sobre a Reggina, em 2004.
Em 2006, se transferiu para a Roma por empréstimo, mas passou toda a temporada sem jogar, devido a uma lesão spfrida na Copa do Mundo. Ele ainda defendeu Sampdoria, Lecce, Monza (em nível profissional), Nardò, Audace Cerignola, Corigliano e Acri, onde também chegou a ser técnico interino em 2018 antes de se aposentar aos 39 anos.

## Seleção
Pela Seleção Costarriquenha, Martínez estreou em janeiro de 2001, contra a Guatemala, pelas eliminatórias da Copa de 2002. Ele também participou de 2 edições da Copa Ouro da CONCACAF, da Copa América de 2001 e da Copa de 2006, onde saiu lesionado na partida de abertura da competição, contra a anfitriã Alemanha.
A despedida do zagueiro com a camisa dos Ticos foi em março de 2011, num amistoso contra a Argentina. El Tuma encerrou a carreira internacional com 61 jogos disputados.

## Carreira de treinador
No final da carreira de jogador, Martínez acumulou a função de treinador interino do Acri em outubro de 2018. Seu primeiro clube como técnico efetivo foi o Municipal Grecia, entre janeiro e março de 2021, e comandou também o Barrio México entre julho do mesmo ano e fevereiro de 2022.

## Títulos
Saprissa
- Campeonato Costa-Riquenho: 1997–98, 1998–99

Roma
- Copa da Itália: 2006–07[nota 1]

Audace Cerignola
- Eccellenza da Apúlia 2016–17